# Posoltega
Posoltega là một khu tự quản thuộc tỉnh Chinandega, Nicaragua. Khu tự quản Posoltega có diện tích 149 ki lô mét vuông. Đến thời điểm năm 2005, huyện Posoltega có dân số 16771 người.